# Departamento de Cainguás
Departamento de Cainguás är en kommun i Argentina.   Den ligger i provinsen Misiones, i den nordöstra delen av landet, 900 km norr om huvudstaden Buenos Aires. Antalet invånare är 53 267.
I omgivningarna runt Departamento de Cainguás växer i huvudsak städsegrön lövskog. Runt Departamento de Cainguás är det glesbefolkat, med 17 invånare per kvadratkilometer.